# 145
El 145 (CXLV) fou un any comú començat en dijous del calendari julià.

## Esdeveniments
- Ajmer (Índia): Raja Aja, rajput chauhan, funda la ciutat.
- Imperi Romà: consolat d'Antoní August Pius i Marc Aureli Cèsar

## Naixements
- 11 d'abril - Leptis Magna (Àfrica): Septimi Sever, emperador romà (o, possiblement, el 146; m. 211).[1]